# Nati nel 1987/Gennaio
| Questa pagina contiene informazioni ricavate automaticamente dalle voci biografiche con l'ausilio del template Bio e di un bot. L'aggiornamento è periodico e automatico e ricostruisce completamente la pagina. Se manca una persona in questa lista, sei pregato di non aggiungerla, ma accertati piuttosto che la sua voce biografica contenga il template Bio e che i dati anagrafici siano correttamente compilati. Se il template Bio manca, inseriscilo tu stesso o, in alternativa, metti l'avviso {{tmp\|Bio}} che ne segnala la mancanza. Se i dati riportati sono sbagliati, correggi direttamente la voce biografica; le modifiche saranno visibili in questa lista entro pochi giorni. Per chiarimenti vedi il progetto biografie. La lista contiene solo le 514 persone che sono citate nell'enciclopedia e per le quali è stato implementato correttamente il template Bio. Pagina aggiornata al 26 lug 2025. |

- 1º gennaio - Abdullah Al-Buraiki, calciatore kuwaitiano
- 1º gennaio - Ben Alnwick, ex calciatore inglese
- 1º gennaio - Can Altıntığ, cestista turco
- 1º gennaio - Nino Batsiashvili, scacchista georgiana
- 1º gennaio - Julie Bordeau, ex sciatrice alpina francese
- 1º gennaio - Will Brandenburg, ex sciatore alpino statunitense
- 1º gennaio - Gia Coppola, regista, sceneggiatrice e attrice statunitense
- 1º gennaio - Meryl Davis, ex danzatrice su ghiaccio statunitense
- 1º gennaio - Henry Dugat, cestista statunitense
- 1º gennaio - Nana Dzagnidze, scacchista georgiana
- 1º gennaio - Pape Omar Faye, ex calciatore senegalese
- 1º gennaio - Happy Jele, ex calciatore sudafricano
- 1º gennaio - Ergin Keleş, ex calciatore turco
- 1º gennaio - Willie Kemp, ex cestista statunitense
- 1º gennaio - DJane HouseKat, cantante e disc jockey tedesca
- 1º gennaio - Khamis Leyano, calciatore sudsudanese
- 1º gennaio - Igor' Lysyj, scacchista russo
- 1º gennaio - Abdullah Omar, calciatore ciadiano
- 1º gennaio - Serdar Özkan, ex calciatore turco
- 1º gennaio - Cassandra Patten, nuotatrice britannica
- 1º gennaio - Öznur Serçeler, attrice e doppiatrice turca
- 2 gennaio - Vitalij Anikeenko, hockeista su ghiaccio russo († 2011)
- 2 gennaio - Bondoa Adiaba, calciatore camerunese
- 2 gennaio - Danny Care, rugbista a 15 inglese
- 2 gennaio - Konstantin Čupković, pallavolista serbo
- 2 gennaio - Daryl Fordyce, ex calciatore nordirlandese
- 2 gennaio - Shelley Hennig, modella e attrice statunitense
- 2 gennaio - Nađa Higl, ex nuotatrice serba
- 2 gennaio - Dioko Kaluyituka, ex calciatore della Repubblica Democratica del Congo
- 2 gennaio - Pavlo Ks'onz, calciatore ucraino
- 2 gennaio - Dejan Marijanovič, calciatore sloveno
- 2 gennaio - Clizia Miceli, ex cestista italiana
- 2 gennaio - Robert Milsom, calciatore inglese
- 2 gennaio - Nikola Mitrović, ex calciatore serbo
- 2 gennaio - Heverton Reinaldi, ex giocatore di calcio a 5 brasiliano
- 2 gennaio - Loïc Rémy, ex calciatore francese
- 2 gennaio - Pedro Celestino Silva Soares, ex calciatore capoverdiano
- 2 gennaio - Lauren Storm, attrice statunitense
- 2 gennaio - Michele Vannucci, attore, regista e sceneggiatore italiano
- 3 gennaio - Seun Adigun, ex ostacolista e ex bobbista nigeriana
- 3 gennaio - Adrián San Miguel del Castillo, calciatore spagnolo
- 3 gennaio - Reto Berra, hockeista su ghiaccio svizzero
- 3 gennaio - Arnaldo Castorino, calciatore paraguaiano
- 3 gennaio - Lucas Ceballos, ex calciatore argentino
- 3 gennaio - Edgar Bruno da Silva, calciatore brasiliano
- 3 gennaio - Dani Estrada, ex calciatore spagnolo
- 3 gennaio - Luděk Frydrych, calciatore ceco
- 3 gennaio - Simas Galdikas, ex cestista lituano
- 3 gennaio - Reynier Henríquez, schermidore cubano
- 3 gennaio - Kim Ok-bin, attrice e sceneggiatrice sudcoreana
- 3 gennaio - Issiaka Koudize, ex calciatore nigerino
- 3 gennaio - Luiz Carlos Nascimento Júnior, calciatore brasiliano
- 3 gennaio - Ken Owens, rugbista a 15 britannico
- 3 gennaio - Pak Chung-il, ex calciatore nordcoreano
- 3 gennaio - Matjaž Rozman, calciatore sloveno
- 3 gennaio - Nicolai Simon, ex cestista tedesco
- 3 gennaio - Szymon Staśkiewicz, pentatleta polacco
- 4 gennaio - Cho Min-ho, hockeista su ghiaccio sudcoreano († 2022)
- 4 gennaio - Marissa Coleman, ex cestista statunitense
- 4 gennaio - Danica Dillan, attrice pornografica statunitense
- 4 gennaio - Marco Esposito, allenatore di pallacanestro italiano
- 4 gennaio - Liliana Fernández, giocatrice di beach volley spagnola
- 4 gennaio - Maria Ikelap, ex velocista micronesiana
- 4 gennaio - Rytis Leliūga, ex calciatore lituano
- 4 gennaio - Sessilee Lopez, modella statunitense
- 4 gennaio - Hans Martínez, ex calciatore cileno
- 4 gennaio - Aboubakar Oumarou, ex calciatore camerunese
- 4 gennaio - Pierre-Luc Périchon, ex ciclista su strada e pistard francese
- 4 gennaio - Maksim Šeleketo, cestista russo
- 4 gennaio - Danny Simpson, ex calciatore inglese
- 4 gennaio - Przemysław Tytoń, calciatore polacco
- 4 gennaio - Kay Voser, ex calciatore svizzero
- 5 gennaio - Migjen Basha, ex calciatore svizzero
- 5 gennaio - Steve Bezzina, calciatore maltese
- 5 gennaio - Kristin Cavallari, attrice e personaggio televisivo statunitense
- 5 gennaio - Chris Fillmore, pilota motociclistico statunitense
- 5 gennaio - Michael Gilday, pattinatore di short track canadese
- 5 gennaio - Petr Janda, allenatore di calcio e calciatore ceco
- 5 gennaio - Dani Mathers, modella statunitense
- 5 gennaio - Ioan Mera, ex calciatore rumeno
- 5 gennaio - Jason Mitchell, attore statunitense
- 5 gennaio - Achille Pensy, calciatore camerunese
- 5 gennaio - Sito Riera, calciatore spagnolo
- 5 gennaio - Kyle Spain, cestista statunitense
- 5 gennaio - Baha' Abdel-Rahman, calciatore giordano
- 5 gennaio - Tan Miao, nuotatrice cinese
- 5 gennaio - Antônio Flávio, ex calciatore brasiliano
- 6 gennaio - Endri Bakiu, ex calciatore albanese
- 6 gennaio - Rick Baunacke, giocatore di football americano tedesco
- 6 gennaio - Elizabeth Blackmore, attrice australiana
- 6 gennaio - Gemma Gibbons, judoka britannica
- 6 gennaio - Federico González, calciatore argentino
- 6 gennaio - Bongani Khumalo, ex calciatore sudafricano
- 6 gennaio - Justin Kripps, bobbista canadese
- 6 gennaio - Claudio Lustenberger, allenatore di calcio e ex calciatore svizzero
- 6 gennaio - Chris Maragos, giocatore di football americano statunitense
- 6 gennaio - Zornica Marinova, ex ginnasta bulgara
- 6 gennaio - Clinton McDonald, ex giocatore di football americano statunitense
- 6 gennaio - Federico Melchiorri, calciatore italiano
- 6 gennaio - Gianluca Naso, ex tennista italiano
- 6 gennaio - Edino Steele, velocista giamaicano
- 6 gennaio - Francis Suárez, ex calciatore spagnolo
- 6 gennaio - Ndamukong Suh, ex giocatore di football americano statunitense
- 6 gennaio - Sergio Suárez, calciatore spagnolo
- 6 gennaio - Zhang Lin, nuotatore cinese
- 7 gennaio - Davide Astori, calciatore italiano († 2018)
- 7 gennaio - Stefan Babović, ex calciatore serbo
- 7 gennaio - Cristián Bogado, calciatore paraguaiano
- 7 gennaio - Lauren Buglioli, attrice statunitense
- 7 gennaio - Lyndsy Fonseca, attrice statunitense
- 7 gennaio - Adrián Fuentes Fidalgo, cestista spagnolo
- 7 gennaio - Lambda García, attore messicano
- 7 gennaio - Sirusho, cantante armena
- 7 gennaio - Verena Höllbacher, ex sciatrice alpina austriaca
- 7 gennaio - Krešimir Makarin, ex calciatore croato
- 7 gennaio - Teemu Mäntysaari, chitarrista finlandese
- 7 gennaio - Michael McGlinchey, calciatore neozelandese
- 7 gennaio - Alisha Edwards, wrestler statunitense
- 7 gennaio - Serena Ortolani, pallavolista italiana
- 7 gennaio - Bruno de Barros, velocista brasiliano
- 7 gennaio - José Egas dos Santos Branco, calciatore portoghese
- 8 gennaio - Amanda Ammann, modella svizzera
- 8 gennaio - Monica De Gennaro, pallavolista italiana
- 8 gennaio - Francesco Dell'Uomo, ex tuffatore italiano
- 8 gennaio - Chris Douglas-Roberts, ex cestista statunitense
- 8 gennaio - Cynthia Erivo, attrice, cantante e compositrice britannica
- 8 gennaio - Saori Gotō, cantante e doppiatrice giapponese
- 8 gennaio - Trevor Lewis, hockeista su ghiaccio statunitense
- 8 gennaio - Alexandre Pasquier, ex sciatore alpino francese
- 8 gennaio - Luis Carlos Ruiz, ex calciatore colombiano
- 8 gennaio - Freddie Stroma, attore e modello britannico
- 8 gennaio - Orlin Starokin, calciatore bulgaro
- 8 gennaio - Raman Volkaŭ, ex calciatore bielorusso
- 8 gennaio - Zeng Cheng, calciatore cinese
- 8 gennaio - Sirivannavari di Thailandia, principessa thailandese
- 9 gennaio - Sam Bird, pilota automobilistico britannico
- 9 gennaio - Nicola Coughlan, attrice irlandese
- 9 gennaio - Bradley Davies, rugbista a 15 britannico
- 9 gennaio - Éder Luiz Lima de Souza, calciatore brasiliano
- 9 gennaio - Beatrice Eli, cantante svedese
- 9 gennaio - Felipe Flores, calciatore cileno
- 9 gennaio - Mao Inoue, attrice giapponese
- 9 gennaio - Marie-Zélia Lafont, canoista francese
- 9 gennaio - Lucas Leiva, ex calciatore brasiliano
- 9 gennaio - Rhulani Mokwena, allenatore di calcio sudafricano
- 9 gennaio - Paolo Nutini, cantautore e musicista britannico
- 9 gennaio - Olena Pidhrušna, biatleta ucraina
- 9 gennaio - Rhys Priestland, rugbista a 15 gallese
- 9 gennaio - Jami Puustinen, ex calciatore finlandese
- 9 gennaio - Michele Rinaldi, calciatore italiano
- 9 gennaio - Pablo Santos, attore messicano († 2006)
- 9 gennaio - Anna Tatangelo, cantante e personaggio televisivo italiana
- 10 gennaio - Mohammad Al-Sahlawi, calciatore saudita
- 10 gennaio - Felipe Azevedo, calciatore brasiliano
- 10 gennaio - Misagh Bahadoran, ex calciatore filippino
- 10 gennaio - Caíque Silva Rocha, ex calciatore brasiliano
- 10 gennaio - César Cielo Filho, nuotatore brasiliano
- 10 gennaio - Perrish Cox, giocatore di football americano statunitense
- 10 gennaio - Vicente Guaita, calciatore spagnolo
- 10 gennaio - Laëtitia Kamba, ex cestista francese
- 10 gennaio - Angela Masi, politica italiana
- 11 gennaio - Armand Aucamp, attore, scrittore e imprenditore sudafricano
- 11 gennaio - Mickaël Buscher, calciatore francese
- 11 gennaio - Ibrahim Iyad, calciatore francese
- 11 gennaio - Briann January, ex cestista e allenatrice di pallacanestro statunitense
- 11 gennaio - Kennedy Kiptoo, maratoneta keniota
- 11 gennaio - Danuta Kozák, canoista ungherese
- 11 gennaio - Chiara Nespoli, calciatrice italiana
- 11 gennaio - Diego Olate, calciatore cileno
- 11 gennaio - Guillermo Pérez Moreno, calciatore spagnolo
- 11 gennaio - David Ramseyer, cestista francese
- 11 gennaio - Mickaël Solvi, calciatore francese
- 11 gennaio - Eugene Spates, ex cestista statunitense
- 11 gennaio - Jamie Vardy, calciatore inglese
- 11 gennaio - Steven Vitória, calciatore canadese
- 11 gennaio - Fabrício dos Santos Silva, ex calciatore brasiliano
- 12 gennaio - Andrej Bujvolov, ex calciatore russo
- 12 gennaio - Nikita Chartčenkov, ex cestista russo
- 12 gennaio - Andrea Colamedici, saggista italiano
- 12 gennaio - Nathan Doyle, ex calciatore inglese
- 12 gennaio - Nusmir Fajić, calciatore bosniaco
- 12 gennaio - Aleksandr Koljabin, cosmonauta russo
- 12 gennaio - Edoardo Mortara, pilota automobilistico svizzero
- 12 gennaio - Andi Muise, modella canadese
- 12 gennaio - Hamady N'Diaye, cestista senegalese
- 12 gennaio - Iván Nova, giocatore di baseball dominicano
- 12 gennaio - Stéphanie Öhrström, ex calciatrice svedese
- 12 gennaio - Naya Rivera, attrice e cantante statunitense († 2020)
- 12 gennaio - Will Rothhaar, attore statunitense
- 12 gennaio - Baljit Sahni, ex calciatore indiano
- 12 gennaio - Hisayoshi Satō, nuotatore giapponese
- 12 gennaio - Salvatore Sirigu, calciatore italiano
- 12 gennaio - Liz Stephen, ex fondista statunitense
- 12 gennaio - Simone Valente, politico italiano
- 12 gennaio - Paulo Victor Vidotti, calciatore brasiliano
- 12 gennaio - Wang Cheng-pang, arciere taiwanese
- 12 gennaio - Taha Yalçıner, ex calciatore turco
- 12 gennaio - Keishin Yoshida, fondista giapponese
- 13 gennaio - Zahra Bouras, ex velocista e mezzofondista algerina
- 13 gennaio - Marcelo Grohe, calciatore brasiliano
- 13 gennaio - Pauline Jannault, ex cestista francese
- 13 gennaio - Jack Johnson, hockeista su ghiaccio statunitense
- 13 gennaio - Lee Seung-gi, cantante e attore sudcoreano
- 13 gennaio - Florica Leonida, ex ginnasta rumena
- 13 gennaio - Gilman Lika, ex calciatore albanese
- 13 gennaio - Jerome Murphy, giocatore di football americano statunitense
- 13 gennaio - Daniel Oss, ciclista su strada e pistard italiano
- 13 gennaio - John Owoeri, calciatore nigeriano
- 13 gennaio - Jonathan Pearson, ex calciatore maltese
- 13 gennaio - Alexandr Pliuschin, ciclista su strada e pistard moldavo
- 13 gennaio - Marc Staal, hockeista su ghiaccio canadese
- 13 gennaio - Alaa Wardi, artista saudita
- 13 gennaio - Radosław Wojtaszek, scacchista polacco
- 13 gennaio - Vasilij Zavoruev, ex cestista russo
- 14 gennaio - Dennis Aogo, ex calciatore tedesco
- 14 gennaio - Josip Blajić, ex cestista croato
- 14 gennaio - Chen Qian, pentatleta cinese
- 14 gennaio - Ousmane Cissokho, ex calciatore senegalese
- 14 gennaio - Randy Diamond, calciatore honduregno
- 14 gennaio - Julien Faussurier, calciatore francese
- 14 gennaio - Jessica Fishlock, calciatrice e allenatrice di calcio gallese
- 14 gennaio - Gizem Güreşen, pallavolista turca
- 14 gennaio - Dilhani Lekamge, giavellottista singalese
- 14 gennaio - Helvijs Lūsis, bobbista, ex ostacolista e ex lunghista lettone
- 14 gennaio - Andrej Mangold, cestista tedesco
- 14 gennaio - Regina Moroz, ex pallavolista russa
- 14 gennaio - Henry Patta, calciatore ecuadoriano
- 14 gennaio - Arthur Henrique Ricciardi Oyama, ex calciatore brasiliano
- 14 gennaio - Elena Scarpellini, astista, skeletonista e bobbista italiana
- 14 gennaio - Indira Vizcaíno Silva, politica messicana
- 14 gennaio - Zhang Liang, canottiere cinese
- 15 gennaio - Gaku Arao, cestista giapponese
- 15 gennaio - Andrea Begley, cantautrice irlandese
- 15 gennaio - Anđela Bulatović, ex pallamanista montenegrina
- 15 gennaio - Aaron Clapham, ex calciatore neozelandese
- 15 gennaio - Alexander Gustafsson, artista marziale misto svedese
- 15 gennaio - Rashawn Jackson, ex giocatore di football americano statunitense
- 15 gennaio - Tsegay Kebede, maratoneta etiope
- 15 gennaio - Kelly Kelly, attrice, modella e ex wrestler statunitense
- 15 gennaio - Kwak Si-yang, attore e modello sudcoreano
- 15 gennaio - Jesus Luz, modello e attore brasiliano
- 15 gennaio - Nicole Matthews, wrestler canadese
- 15 gennaio - Danilo Mijušković, ex giocatore di football americano e allenatore di football americano serbo
- 15 gennaio - Hanyer Mosquera, ex calciatore colombiano
- 15 gennaio - Kelleigh Ryan, schermitrice canadese
- 15 gennaio - Michael Seater, attore canadese
- 15 gennaio - Simone Streng, ex sciatrice alpina e sciatrice freestyle austriaca
- 16 gennaio - Adílson Warken, ex calciatore brasiliano
- 16 gennaio - Franco Caraccio, calciatore argentino
- 16 gennaio - Keon Daniel, ex calciatore trinidadiano
- 16 gennaio - Chamseddine Dhaouadi, calciatore tunisino
- 16 gennaio - Jake Epstein, attore canadese
- 16 gennaio - Bart van Hintum, calciatore olandese
- 16 gennaio - Duwayne Kerr, ex calciatore giamaicano
- 16 gennaio - Morten Madsen, hockeista su ghiaccio danese
- 16 gennaio - Lauren McAvoy, modella inglese
- 16 gennaio - Floortje Meijners, pallavolista olandese
- 16 gennaio - Hans Norbye, calciatore norvegese
- 16 gennaio - Park Joo-ho, ex calciatore sudcoreano
- 16 gennaio - Robert Serra, politico venezuelano († 2014)
- 16 gennaio - Anthony Tapia, ex calciatore colombiano
- 16 gennaio - Greivis Vásquez, ex cestista e allenatore di pallacanestro venezuelano
- 16 gennaio - Manuela Vellés, attrice spagnola
- 16 gennaio - Piotr Żyła, saltatore con gli sci polacco
- 17 gennaio - Mariano Arini, calciatore italiano
- 17 gennaio - Tony Crocker, cestista statunitense
- 17 gennaio - Arjan van Dijk, ex calciatore olandese
- 17 gennaio - Taylor Fuchs, supermodello canadese
- 17 gennaio - Viktorija Mirčeva, cestista ucraina
- 17 gennaio - Koa Misi, giocatore di football americano statunitense
- 17 gennaio - Simone Ponzi, ex ciclista su strada italiano
- 17 gennaio - Svetlana Radzivil, altista uzbeka
- 17 gennaio - Aleksandar Rakić, calciatore serbo
- 17 gennaio - Oleksandr Usyk, pugile ucraino
- 17 gennaio - Maksims Uvarenko, ex calciatore lettone
- 17 gennaio - Nicolas Verdier, ex calciatore francese
- 17 gennaio - Vito Zaccaria, artista marziale italiano
- 18 gennaio - Johan Djourou, ex calciatore ivoriano
- 18 gennaio - Stefan Filipović, cantante montenegrino
- 18 gennaio - Zane Holtz, modello e attore canadese
- 18 gennaio - Grīgorīs Makos, ex calciatore greco
- 18 gennaio - Ismael Sosa, calciatore argentino
- 18 gennaio - Mark Ujakpor, velocista e ostacolista spagnolo
- 19 gennaio - Serhij Basov, calciatore ucraino
- 19 gennaio - Andrea Dettling, ex sciatrice alpina svizzera
- 19 gennaio - Claudia Gobbato, ex politica italiana
- 19 gennaio - Brian Harman, golfista statunitense
- 19 gennaio - Henrique de Jesus Bernardo, ex calciatore brasiliano
- 19 gennaio - Saxob Jo'rayev, ex calciatore uzbeko
- 19 gennaio - Marc Judith, ex cestista francese
- 19 gennaio - Lejdi Liçaj, ex calciatore albanese
- 19 gennaio - Fausto Lourenço, ex calciatore portoghese
- 19 gennaio - Ēdgar Manowčaryan, allenatore di calcio e ex calciatore armeno
- 19 gennaio - Andrew McNeil, ex calciatore scozzese
- 19 gennaio - Seth Numrich, attore statunitense
- 19 gennaio - İlhan Parlak, ex calciatore turco
- 19 gennaio - Ricardo Pedriel, calciatore boliviano
- 19 gennaio - Rafael Porcellis, ex calciatore brasiliano
- 19 gennaio - Alessandro Romeo, calciatore italiano
- 19 gennaio - Artur Sarkisov, ex calciatore russo
- 19 gennaio - Miloš Stojčev, ex calciatore serbo
- 19 gennaio - Raimondo Todaro, ballerino e personaggio televisivo italiano
- 19 gennaio - Wang Yongpo, calciatore cinese
- 20 gennaio - Peter Broderick, compositore e musicista statunitense
- 20 gennaio - Robert Farah, ex tennista colombiano
- 20 gennaio - Vladislav Ignat'ev, ex calciatore russo
- 20 gennaio - Denis Ilescu, ex calciatore moldavo
- 20 gennaio - Adrijana Knežević, cestista serba
- 20 gennaio - Kazuto Kushida, ex calciatore giapponese
- 20 gennaio - Ivy Levan, cantautrice e attrice statunitense
- 20 gennaio - Rey Maualuga, ex giocatore di football americano statunitense
- 20 gennaio - Madhur Mittal, attore indiano
- 20 gennaio - Rocío Peláez, attrice spagnola
- 20 gennaio - Evan Peters, attore statunitense
- 20 gennaio - Marco Simoncelli, pilota motociclistico italiano († 2011)
- 20 gennaio - Serguey Torres Madrigal, canoista cubano
- 20 gennaio - Katrin Triendl, ex sciatrice alpina austriaca
- 20 gennaio - Jonathan Tuffey, calciatore nordirlandese
- 20 gennaio - Víctor Vázquez, calciatore spagnolo
- 20 gennaio - Zhang Chenglin, calciatore cinese
- 21 gennaio - Giannīs Athanasoulas, cestista greco
- 21 gennaio - Jeffrey Ballard, attore e doppiatore canadese
- 21 gennaio - Alessandro Bernardini, ex calciatore italiano
- 21 gennaio - Oskars Bārtulis, hockeista su ghiaccio lettone
- 21 gennaio - Pablo Caballero González, ex calciatore uruguaiano
- 21 gennaio - Augustine Choge, mezzofondista keniota
- 21 gennaio - Andrei Cojocari, calciatore moldavo
- 21 gennaio - Brandon Crawford, giocatore di baseball statunitense
- 21 gennaio - Alexander Dercho, ex calciatore tedesco
- 21 gennaio - Henrico Drost, ex calciatore olandese
- 21 gennaio - Jeroen Drost, ex calciatore olandese
- 21 gennaio - Liam Feeney, ex calciatore inglese
- 21 gennaio - Mickaël Gaffoor, calciatore francese
- 21 gennaio - Aida Hadžialić, politica svedese
- 21 gennaio - Stig Hopsdal, giocatore di calcio a 5 e calciatore norvegese
- 21 gennaio - Will Johnson, ex calciatore canadese
- 21 gennaio - Shaun Keeling, canottiere sudafricano
- 21 gennaio - Kevin Kratz, ex calciatore tedesco
- 21 gennaio - Mulopo Kudimbana, calciatore belga
- 21 gennaio - Joe Ledley, ex calciatore gallese
- 21 gennaio - Walter McFadden, giocatore di football americano statunitense
- 21 gennaio - Danny Munyau, calciatore zambiano
- 21 gennaio - Goran Paracki, calciatore croato
- 21 gennaio - Dominik Roels, ex ciclista su strada e pistard tedesco
- 21 gennaio - Sun Shengnan, ex tennista cinese
- 21 gennaio - Alessandra Visconti, ex cestista italiana
- 21 gennaio - Ikumi Yoshimatsu, modella giapponese
- 21 gennaio - Maša Zec Peškirič, tennista slovena
- 22 gennaio - Tomáš Ďubek, calciatore slovacco
- 22 gennaio - Hamed Hosseinzadeh, cestista iraniano
- 22 gennaio - Astrid Uhrenholdt Jacobsen, fondista norvegese
- 22 gennaio - Dmitrij Kombarov, allenatore di calcio e ex calciatore russo
- 22 gennaio - Kirill Kombarov, ex calciatore russo
- 22 gennaio - Shane Long, ex calciatore irlandese
- 22 gennaio - Andrea Maccoppi, calciatore italiano
- 22 gennaio - Néstor Martinena, ex calciatore argentino
- 22 gennaio - Nenad Mijatović, ex cestista montenegrino
- 22 gennaio - Angel Olsen, cantautrice statunitense
- 22 gennaio - Erik Pfeifer, pugile tedesco
- 22 gennaio - Ray Rice, ex giocatore di football americano statunitense
- 22 gennaio - Andreas Stauff, dirigente sportivo e ex ciclista su strada tedesco
- 22 gennaio - Everal Trapp, calciatore beliziano
- 23 gennaio - Abdullah Al-Mayouf, calciatore saudita
- 23 gennaio - Andrea, cantante bulgara
- 23 gennaio - The Avener, disc jockey e produttore discografico francese
- 23 gennaio - Alexander Baumjohann, ex calciatore tedesco
- 23 gennaio - Sandra Blázquez, attrice e modella spagnola
- 23 gennaio - Whitney Boddie, ex cestista statunitense
- 23 gennaio - Carlos Andrade Souza, ex calciatore brasiliano
- 23 gennaio - Mike Grella, ex calciatore statunitense
- 23 gennaio - Jonathan Howard, attore britannico
- 23 gennaio - Leo Komarov, hockeista su ghiaccio russo
- 23 gennaio - Karla Lane, attrice pornografica e regista statunitense
- 23 gennaio - Vladislav Mirčev, calciatore bulgaro
- 23 gennaio - Yūto Nakamura, ex calciatore giapponese
- 23 gennaio - Louisa Nécib, ex calciatrice francese
- 23 gennaio - Keigo Shinzō, fumettista giapponese
- 23 gennaio - So Kwang-chol, calciatore nordcoreano
- 24 gennaio - Travis Beckum, ex giocatore di football americano statunitense
- 24 gennaio - Ruth Bradley, attrice irlandese
- 24 gennaio - Brian Cushing, ex giocatore di football americano statunitense
- 24 gennaio - Guan Xin, ex cestista cinese
- 24 gennaio - Wayne Hennessey, allenatore di calcio e ex calciatore gallese
- 24 gennaio - Timofej Krickij, ex ciclista su strada russo
- 24 gennaio - Ivans Lukjanovs, ex calciatore lettone
- 24 gennaio - Cristian Maidana, calciatore argentino
- 24 gennaio - Steven Mouyokolo, ex calciatore francese
- 24 gennaio - Andrei Spînu, pallavolista rumeno
- 24 gennaio - Luis Suárez, calciatore uruguaiano
- 24 gennaio - Norman Theuerkauf, calciatore tedesco
- 24 gennaio - Davide Valsecchi, ex pilota automobilistico, conduttore televisivo e opinionista italiano
- 24 gennaio - Kia Vaughn, ex cestista statunitense
- 24 gennaio - Oleg Vikulov, tuffatore russo
- 24 gennaio - Joshua Waters, pilota motociclistico australiano
- 25 gennaio - Japeth Aguilar, cestista filippino
- 25 gennaio - Dario Aita, attore italiano
- 25 gennaio - Clemens Bracher, ex bobbista svizzero
- 25 gennaio - Pavel Ermolinskij, allenatore di pallacanestro e ex cestista ucraino
- 25 gennaio - Hafsia Herzi, attrice e regista francese
- 25 gennaio - Sebastián Iribarne, giocatore di calcio a 5 argentino
- 25 gennaio - Marija Kirilenko, ex tennista russa
- 25 gennaio - Daniel Larsson, ex calciatore svedese
- 25 gennaio - Richard Leyton, calciatore cileno
- 25 gennaio - Anthony Mason, ex cestista statunitense
- 25 gennaio - Youssuf Mulumbu, calciatore congolese (Repubblica Democratica del Congo)
- 25 gennaio - Andre Smith, giocatore di football americano statunitense
- 26 gennaio - Raven Alexis, attrice pornografica statunitense († 2022)
- 26 gennaio - Giulio Beranek, attore italiano
- 26 gennaio - Issaga Diallo, ex calciatore senegalese
- 26 gennaio - Evil, wrestler giapponese
- 26 gennaio - Andrew J. Ferchland, attore statunitense
- 26 gennaio - Aniuar Geduev, lottatore russo
- 26 gennaio - Sebastian Giovinco, ex calciatore italiano
- 26 gennaio - Gojko Kačar, allenatore di calcio e ex calciatore serbo
- 26 gennaio - Danijar Kenžegulov, giocatore di calcio a 5 kazako
- 26 gennaio - Cheikh Koma, ex cestista senegalese
- 26 gennaio - Valentina Licata, calciatrice italiana
- 26 gennaio - Jakub Mareš, calciatore ceco
- 26 gennaio - Ryan Taylor, wrestler statunitense
- 26 gennaio - Jan Tømmernes, calciatore norvegese
- 26 gennaio - Rigoberto Urán, ex ciclista su strada colombiano
- 26 gennaio - Lucas de Deus, pallavolista brasiliano
- 27 gennaio - Sara Cardin, karateka italiana
- 27 gennaio - Emmanuel Cerda, ex calciatore messicano
- 27 gennaio - Andrea Consigli, calciatore italiano
- 27 gennaio - Lily Donaldson, supermodella britannica
- 27 gennaio - Ido Drent, attore sudafricano
- 27 gennaio - Mohamed El-Sayed, calciatore qatariota
- 27 gennaio - Lupe Fuentes, cantante, pornostar e produttore discografico colombiana
- 27 gennaio - Gilberto García, ex calciatore colombiano
- 27 gennaio - Denis Glušakov, calciatore russo
- 27 gennaio - Michael Marrone, calciatore australiano
- 27 gennaio - Brwa Nouri, calciatore svedese
- 27 gennaio - Kenneth G, disc jockey e produttore discografico olandese
- 27 gennaio - Ivan Paunić, ex cestista serbo
- 27 gennaio - Anthony Pettis, artista marziale misto statunitense
- 27 gennaio - Ashley Grace, cantante, chitarrista e pianista messicana
- 27 gennaio - Katy Rose, cantante statunitense
- 27 gennaio - Jamel Saihi, ex calciatore francese
- 27 gennaio - Roman Šiškin, ex calciatore russo
- 27 gennaio - Anton Šunin, ex calciatore russo
- 27 gennaio - Daigorō Tachibana, attore teatrale giapponese
- 27 gennaio - Ben Te'o, rugbista a 13 e rugbista a 15 neozelandese
- 27 gennaio - Hannah Teter, ex snowboarder statunitense
- 27 gennaio - Kristi Toliver, ex cestista e allenatrice di pallacanestro statunitense
- 27 gennaio - Vanger, ex calciatore brasiliano
- 27 gennaio - Ryan Wright, cestista canadese
- 28 gennaio - Alexandria Anderson, velocista statunitense
- 28 gennaio - Jerónimo Barrales, calciatore argentino
- 28 gennaio - Joël Damahou, ex calciatore ivoriano
- 28 gennaio - Anne Helin, hockeista su ghiaccio finlandese
- 28 gennaio - Michail Keržakov, calciatore russo
- 28 gennaio - Arnas Labuckas, ex cestista lituano
- 28 gennaio - Sivert Lund, ex giocatore di calcio a 5 e calciatore norvegese
- 28 gennaio - Žarko Marković, ex calciatore serbo
- 28 gennaio - Matteo Martino, pallavolista italiano
- 28 gennaio - Stefano Mercante, ex cestista italiano
- 28 gennaio - Yadisleidy Pedroso, ostacolista cubana
- 28 gennaio - João Pinto, hockeista su pista portoghese
- 28 gennaio - Pavel Ricka, calciatore ceco
- 28 gennaio - Seth Sinovic, ex calciatore statunitense
- 28 gennaio - Tom Youngs, rugbista a 15 britannico
- 29 gennaio - José Abreu, giocatore di baseball cubano
- 29 gennaio - Nicolás Bianchi Arce, ex calciatore argentino
- 29 gennaio - José Casiraghi, canottiere italiano
- 29 gennaio - Atena Farghadani, artista, attivista e fumettista iraniana
- 29 gennaio - Javier Hernán García, calciatore argentino
- 29 gennaio - Kazuhisa Kawahara, allenatore di calcio e ex calciatore giapponese
- 29 gennaio - Santiago Malano, ex calciatore argentino
- 29 gennaio - Madelyn Marie, ex attrice pornografica statunitense
- 29 gennaio - Pedro Júnior, ex calciatore brasiliano
- 29 gennaio - Filippo Savi, ex calciatore italiano
- 29 gennaio - Maringlen Shoshi, calciatore albanese
- 29 gennaio - Kristaps Sotnieks, hockeista su ghiaccio lettone
- 29 gennaio - Sergej Sucharev, ex calciatore russo
- 29 gennaio - Sergiu Toma, judoka moldavo
- 29 gennaio - Romain Zingle, ex ciclista su strada belga
- 30 gennaio - Christoph Biedermann, ex calciatore liechtensteinese
- 30 gennaio - Kristof Calvo, politico belga
- 30 gennaio - Esther Good, ex sciatrice alpina svizzera
- 30 gennaio - Sebastián Jaime, ex calciatore argentino
- 30 gennaio - Valene Kane, attrice irlandese
- 30 gennaio - Aleksandar Kosorić, calciatore bosniaco
- 30 gennaio - Phil Lester, conduttore radiofonico e youtuber britannico
- 30 gennaio - Becky Lynch, wrestler irlandese
- 30 gennaio - Sanah Mollo, calciatrice sudafricana
- 30 gennaio - Glynor Plet, ex calciatore olandese
- 30 gennaio - Drake Reed, ex cestista statunitense
- 30 gennaio - Jetmir Sefa, ex calciatore albanese
- 30 gennaio - Guðmann Þórisson, ex calciatore islandese
- 30 gennaio - Arda Turan, allenatore di calcio e ex calciatore turco
- 30 gennaio - Dario Venitucci, calciatore italiano
- 30 gennaio - Matthías Vilhjálmsson, calciatore islandese
- 31 gennaio - Eid Al-Farsi, calciatore omanita
- 31 gennaio - Pat Angerer, giocatore di football americano statunitense
- 31 gennaio - Brandon Bollig, hockeista su ghiaccio statunitense
- 31 gennaio - Steve Delaval, ex giocatore di football americano francese
- 31 gennaio - Abdelmoumene Djabou, ex calciatore algerino
- 31 gennaio - Silvia Domínguez, cestista spagnola
- 31 gennaio - Victor Amaro, ex calciatore brasiliano
- 31 gennaio - Tyler Hubbard, cantautore statunitense
- 31 gennaio - Dmitrij Il'inych, pallavolista russo
- 31 gennaio - Jérémy Leloup, cestista francese
- 31 gennaio - Sean Lynch, ex calciatore scozzese
- 31 gennaio - Marcus Mumford, cantante, musicista e produttore discografico britannico
- 31 gennaio - Selu Nieto, attore spagnolo
- 31 gennaio - Victor Ortiz, attore e pugile statunitense
- 31 gennaio - Christopher Oualembo, ex calciatore francese
- 31 gennaio - Radoš Protić, ex calciatore serbo
- 31 gennaio - Raúl Richter, attore, doppiatore e conduttore televisivo tedesco
- 31 gennaio - Kohei Saito, filosofo giapponese
- 31 gennaio - Anjana Vasan, attrice singaporiana
- 31 gennaio - Zach Watkins, ex giocatore di football americano e allenatore di football americano statunitense
- 31 gennaio - Oksana Šačko, attivista e pittrice ucraina († 2018)